# El libro oculto
El libro oculto es el primer EP de Rata Blanca, y su cuarto trabajo discográfico, editado en 1993 por BMG. Es la primera producción de Rata Blanca para la compañía BMG Argentina, y fue grabada entre giras del grupo. Por su escasa duración (alrededor de 23 minutos) se lo puede calificar como un miniálbum o EP, y no como una larga duración. En 2022 se reeditó la versión en vinilo del disco.
Este es el último disco grabado por Adrián Barilari y Hugo Bistolfi en su primera etapa con el grupo. Debido a la salida de Barilari, el EP fue presentado casi en su totalidad por su reemplazante Mario Ian.
«Agord, la bruja» está escrita en referencia a la drogadicción, aunque sin hacer referencias directas. El nombre Agord de hecho es «droga» escrito al revés.
Cabe destacar que este disco, al igual que Entre el cielo y el infierno, muestra un sonido más pesado que sus predecesores, algo alejado del metal neoclásico tradicional de Rata Blanca, lo que produjo preferencias divididas entre los seguidores de la banda.
El sonido atípico de El libro oculto surgió como una reacción, en palabras de Walter Giardino:

"Nos banalizaron estúpidamente, como si la banda era sólo un tema o si había llegado adonde llegó por haber tocado en el programa de Tinelli. Estábamos realmente muy enojados y salió ese disco, que es picante y no tiene baladas".

En el año 2001 El libro oculto fue reeditado junto a Entre el cielo y el infierno por el sello BMG como CD doble, que además incluye una canción adicional llamada «Breaking Away», versión del grupo musical Sumo.

## Lista de canciones
Todas las canciones fueron compuestas por Walter Giardino, excepto las indicadas.
1. «Basura» - 6:13
2. «Asesinos» (W. Giardino, G. Rowek, S. Berdichevsky) - 5:18
3. «Cuarto poder» (W. Giardino, A. Barilari, G. Rowek, H. Bistolfi, S. Berdichevsky) - 3:47
4. «Lejos de casa» - 3:44
5. «Agord, la bruja» - 4:18

## Integrantes
- Adrián Barilari: Voz líder.
- Walter Giardino: Guitarra líder.
- Sergio Berdichevsky: Guitarra rítmica.
- Gustavo Rowek: Batería.
- Guillermo Sánchez †: Bajo.
- Hugo Bistolfi: Teclados.

## Gira musical
La gira musical de presentación de este disco los llevó por Argentina, Portugal, España, México y Estados Unidos. Casi en su totalidad fue hecha con el cantante Mario Ian, ya que durante un concierto en el Estadio Obras Sanitarias, Adrián Barilari se despidió del grupo Rata Blanca por problemas personales. La gira comenzó el 19 de noviembre de 1993 y terminó el 18 de septiembre de 1994. En total fueron siete etapas que incluyeron cuarenta y tres conciertos. Hugo Bistolfi no participó de la gira, siendo reemplazado por Javier Retamozo en los teclados.